# 教育職員免許状

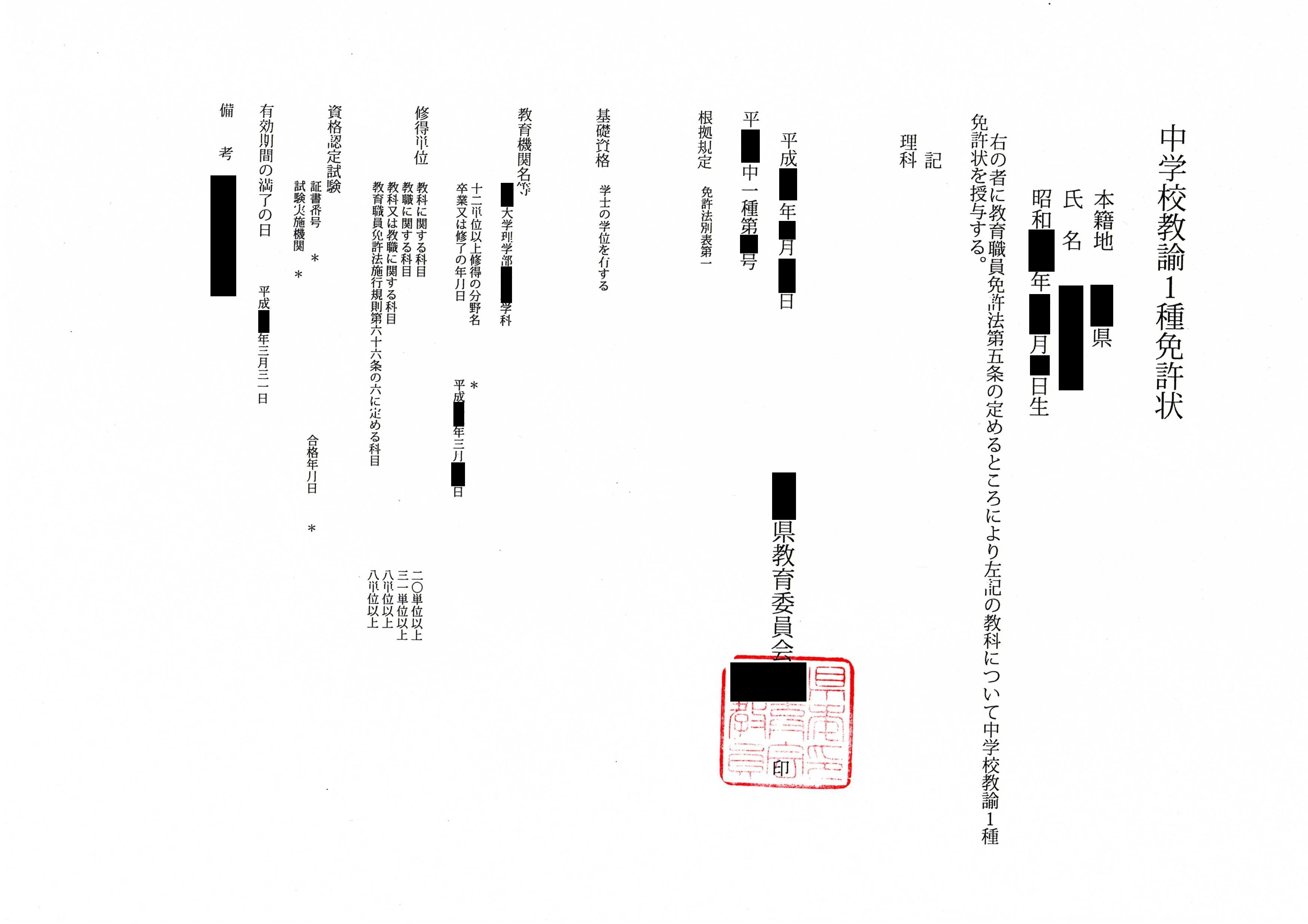
教育職員免許状（中学校教諭一種（理科））

日本における教育職員免許状（きょういくしょくいんめんきょじょう）とは、就学前教育・初等教育・中等教育などにかかわる教育職員に就くための資格要件とされている、教育職員免許法に基づく免許状のことである。「教員免許」「免状」「教免」「教状」などと略して呼ばれることがある。
現代の日本においては、学校教員の職に必要な免許状のみがあり、学校教員の免許状は、教員免許状（きょういんめんきょじょう）とも呼ばれる。教員免許（きょういんめんきょ）と略称することもある。なお、以前の教育職員免許状には、校長の免許状、教育委員会の教育長の免許状、教育委員会の事務局の職員である指導主事の免許状もあった（特に、1級または2級の普通免許状が授与されていた時代）。
日本において教員（大学・短期大学、専門学校【専修学校の専門課程】、高等専門学校および、校長・副校長・教頭および特別非常勤講師や、教員として扱われないこともある実習助手を除く）に就くには、国立学校・公立学校・私立学校を問わず、何らかの教員免許状（普通免許状＝日本国内全域で効力を有する教諭・養護教諭・栄養教諭の免許状、特別免許状＝授与された区域内で効力を有する教諭の免許状、臨時免許状＝授与された都道府県内で効力を有する助教諭・養護助教諭の免許状）が必要である。
国公立学校の教員になるためには、何らかの普通免許状が必要となる場合が多いが、私立学校においては、採用時に採用者（学校法人等）の申請を通じて特別免許状や臨時免許状の授与を受けられることもある。だが、国公私立を問わず、通常ほとんどの教員は普通免許状を所持している。

## 概要
日本では、教育職員免許法（昭和24年法律第147号）に基づいて、学校教育法（昭和22年法律第26号）の第1条に定める幼稚園・小学校・中学校・高等学校・中等教育学校・特別支援学校・義務教育学校の、主幹教諭・指導教諭・教諭・助教諭・養護教諭・養護助教諭・栄養教諭・講師（講師については、特別非常勤講師を除く）の職に就いている者は、各種の免許状の授与を受けている者でなければならないとされている。ただし、教科の領域の一部に係る事項などを担任する非常勤講師については、免許状を有していなくても都道府県の教育委員会に届け出ることにより特別非常勤講師として勤務することができる。また、実習助手については、免許状を必要とされていない（ただし、有する場合は更新講習の講習を受講することができるが任意である）。
一般的に教職課程のある大学で所定の教育を受けることにより、教員の免許状が取得できることがよく知られている。このようにして取得する免許状は、普通免許状という形態の免許状であり、この他にも免許状には様々な種類・形態・区分などがある。近年では1989年、1998年（特別支援教育に関する科目に関しては、別途2006年の法改正で、特殊教育に関する科目から変更）に法改正が行われており、各改正が適用後に大学に入学したものに対して、教職に関する科目の履修区分や教科に関する科目の法定単位数（一部の教科は履修区分も併せて変更）に変更が加えられている。また、2008年の施行規則改正では、教職に関する科目の一部履修区分の改廃が行われているほか、学習指導要領の改訂などに即して、教科に関する科目の科目区分が施行規則の改定で変更される場合がある（近年では、2010年の施行規則改正で、中学・高校の保健体育と高校の福祉が、2011年度入学者より、教科に関する科目区分が変更されている。それ以外の教科に関しては、2000年度以降大学入学者に適用される1998年の免許法改正時の区分のままになっている）。
2019年度入学者より、教育職員免許法改正により免許状の授与に必要な単位の各科目区分が全面的に改訂されることが検討され、科目区分の変更の他修得すべき単位も追加された（2017年～2018年内を目処に改正免許法及び改正施行規則の公布が行われるよう、作業が進められていた）。同年度に実施されれば、2000年度入学者に適用されている現行のものから19年ぶりに全面的な変更が行われる形となった。
教育職員免許状を有する者は、教育に関する基礎的な資質を有するものとされることもある。
幼稚園・小学校・中学校・高等学校のうち、いずれかの教諭の免許状を有する者は、同時に放課後児童支援員資格認定研修の受講資格が付与される。また、このうち、教諭となる資格を有する者（免許状の確認期限または有効期限を経過していない、更新講習を受講するなどによりその期間が延長された状態の免許状）については、児童指導員や児童の遊びを指導する者（児童厚生員から名称変更）の任用資格を有する扱いを受けられるなど、社会福祉・児童福祉分野における教育職員免許状の活用もある。

## 各々の免許状の概要
免許状の種類には、幼稚園、小学校、中学校、高等学校、特別支援学校それぞれの校種ごとの教諭の免許状、助教諭の免許状と、校種を問わない免許状である養護教諭の免許状、栄養教諭の免許状がある。ただし、中等教育学校および義務教育学校の教諭・助教諭の免許状はなく、中等教育学校の教員は、中学校と高等学校の教諭または助教諭双方の校種の免許状を、義務教育学校の教員は、小学校と中学校の教諭または助教諭双方の校種の免許状を、原則として有しなければならないことになっている。また、講師の免許状は存在せず、特別非常勤講師を除いて、教諭か助教諭の免許状を有している者が務めることになっている。
さらに取得方法や効力の違いにより、普通免許状（さらに専修免許状、一種免許状、二種免許状に区別）、特別免許状、臨時免許状の3種類の形態がある。ただし、幼稚園、養護教諭、栄養教諭の免許状には特別免許状はなく、栄養教諭の免許状には臨時免許状もない。
なお、中学校と高等学校は普通免許状、特別免許状、臨時免許状のすべての形態で、小学校は特別免許状で、特別支援学校は自立活動等に係わる免許状で、教科や分野ごとに授与される。特別支援学校の普通免許状の場合は、5教育領域のうち、修得している教育領域をすべて包括の上で1枚で授与される形となり、領域追加の場合は、追加の事実を記載の上、元の免許状から差し替えを行う形となる（専修、一種、二種の別は、それぞれの免許状毎の枚数が発行される）。
免許状の例
- 高等学校教諭一種免許状（公民）
- 特別支援学校教諭一種免許状（視覚障害者に関する教育）
- 小学校助教諭臨時免許状

## 免許状の種類（校種・職種）

### 原則
教員（教諭）、助教員（助教諭）、講師（常勤・非常勤）という一般的な教員を務めるには、校種・職種に応じた免許状を有していなければならない。
また、養護教諭、養護助教諭、栄養教諭という専門的な教員を務めるには、職種に応じた免許状を有していなければならない。
免許状は、次の学校種・職ごとに存在している（司書教諭は、教育職員免許状ではなく、教育職員免許状を有することで効力がある、文部科学省が講習修了者に認定するものである）。
| 学校種           | 職種・職階・職位 | 職種・職階・職位               |
| ---------------- | ---------------- | ------------------------------ |
| 幼稚園           | 幼稚園教員       | 幼稚園助教員                   |
| 小学校           | 小学校教員       | 小学校助教員                   |
| 中学校           | 中学校教員       | 中学校助教員                   |
| 高等学校         | 高等学校教員     | 高等学校助教員                 |
| 特別支援学校     | 特別支援学校教員 | 特別支援学校助教員             |
| （校種区分なし） | 養護教諭         | 養護助教諭                     |
| （校種区分なし） | 栄養教諭         | （栄養助教諭という職種はない） |
| （校種区分なし） | 司書教諭         | （司書助教諭という職種はない） |

※特別支援学校については、一般的な学校と比べると多様な業務が求められるため、免許状においては、（一般的な）「教諭」、「自立教科教諭」、「自立活動教諭」などの区分が設けられている。ただし、学校教育法においては、自立教科教諭と自立活動教諭の職はなく、これらの2つの職は、学校教育法においては教諭の職とみなされる。
※これまでの盲学校、聾学校、養護学校の各免許状を有する者は、2007年4月1日施行の改正教育職員免許法により障害種の領域を定めた特別支援学校免許状の授与を受けたものとみなされる。
- 盲学校教諭免許状→視覚障害者に関する教育の領域を定めた特別支援学校教諭免許状
- 聾学校教諭免許状→ 聴覚障害者に関する教育の領域を定めた特別支援学校教諭免許状
- 養護学校教諭免許状→知的障害者、肢体不自由者及び病弱者(身体虚弱者を含む)に関する教育の領域を定めた特別支援学校教諭免許状

### 例外
以上で述べた原則には、次の通り、例外が存在している。
主幹教諭
「養護をつかさどる主幹教諭」「栄養の指導及び管理をつかさどる主幹教諭」を除く主幹教諭については、各相当学校の教諭の免許状を有する者を充てるものとされている。
養護をつかさどる主幹教諭
養護をつかさどる主幹教諭については、養護教諭の免許状を有する者を充てるものとされている。
栄養の指導及び管理をつかさどる主幹教諭
栄養の指導及び管理をつかさどる主幹教諭については、栄養教諭の免許状を有する者を充てるものとされている。
指導教諭
指導教諭については、各相当学校の教諭の免許状を有する者を充てるものとされている。
中等教育学校の教員
中等教育学校には、中学校と同等である前期課程と高等学校と同等である後期課程の2つが存在する。このため、中等教育学校の免許状は存在せず、主幹教諭（「養護をつかさどる主幹教諭」「栄養の指導及び管理をつかさどる主幹教諭」を除く）、指導教諭、教諭、助教諭、講師は、中学校の教員の免許状及び高等学校の教員の免許状を有する者でなければならない。
ただし、教育職員免許法の附則第17項により、中学校か高等学校の一方の教諭の免許状を有する者は、当分の間、中等教育学校のそれぞれ前期課程または後期課程のみの教科を担任する教諭または講師になることができる。
義務教育学校の教員
義務教育学校には、小学校と同等である前期課程と中学校と同等である後期課程の2つが存在する（ただし、設置者の裁量により、トータルで9年になる形であれば、前期課程6年、後期課程3年以外の年限を定めることは可能）。このため、義務教育学校の免許状は存在せず、主幹教諭（「養護をつかさどる主幹教諭」「栄養の指導及び管理をつかさどる主幹教諭」を除く）、指導教諭、教諭、助教諭、講師は、小学校の教員の免許状及び中学校の教員の免許状を有する者でなければならない。
ただし、教育職員免許法の附則第20項により、小学校か中学校の一方の教諭の免許状を有する者は、当分の間、小学校の免許状のみを有するものは義務教育学校の前期課程を担任する教諭または講師に、中学校の免許状のみを有するものは後期課程のみの教科を担任する教諭または講師になることができる（前期6年、後期3年とした場合。それ以外の場合は、それぞれ相当する学年の担任する教諭とされる）。
特別支援学校の教員
特別支援学校には、幼稚部、小学部、中学部、高等部（学校により、加えて専攻科）があり、それぞれ幼稚園、小学校、中学校、高等学校に相当している。特別支援学校の教員として勤務するには校種（特別支援学校）の免許状に加え、各部に相当する幼稚園、小学校、中学校、高等学校の免許状も有することになっている。なお、養護教諭、養護助教諭、栄養教諭、自立教科、自立活動を担任する教員については、後者の免許状を有しなくてもよいことになっている。例をあげると、特別支援学校幼稚部の教諭は「幼稚園」と「特別支援学校」の免許状が必要だが、特別支援学校の養護教諭は「養護教諭」の免許状のみ、特別支援学校自立教科の理療を担当する教員は「特別支援学校自立教科（理療）」の免許状のみでよいということである。
ただし、教育職員免許法の附則第16項により、幼稚園、小学校、中学校、高等学校の教諭の免許状を有する者は、当分の間、特別支援学校の免許状を特に有していなくても各部のみの教諭または講師になることもできる（採用試験では採用後5年以内に特別支援学校の免許を取得することを条件にしている東京都教育委員会のような例もある）。
「学校教育法等の一部を改正する法律（平成18年法律第80号）」が平成18年6月21日に交付、平成19年4月1日から施行される事に伴い、従来の盲・聾・養護学校は特別支援学校に一本化された。
講師
講師の免許状は存在せず、教科の領域の一部に係る事項などを担任する特別非常勤講師を除いて、当該校種の教諭か助教諭の免許状を有している者が務めることに なっている。助教諭の免許状と教諭の免許状のどちらの免許状を有していても職名は「講師」となるが、厳密には「教諭に準ずる職務に従事する」講師と「助教諭に準ずる職務に従事する」講師に分けられるとされている。
教諭と講師で免許の種類が分けられているのではなく、基本的に教諭は正規採用の教員、講師は正規採用ではない教員であり、職名の違いは「正規採用されているか否か」による（国籍条項により日本国籍を持たない教職員が正規採用の講師として勤務している地域もある）。

## 免許状の形態・区分（取得方法・効力・期間・要件）
以前は、正規教員のための普通免許状と臨時教員のための臨時免許状だけが存在したが、教員免許状を有しない社会人などを教員として採用するために特別免許状が創設された。

### 普通免許状
普通免許状は、日本国内の全域で効力を有する。法改正により、2022年7月1日以降はこれまで付されていた10年の有効期間がなくなった。
普通免許状は、授与を受ける者の学歴などに応じて、専修免許状、一種免許状、二種免許状の3つに区分されている。かつては単位数によって分類される「級」であったが、1990年度入学から学歴によって分類される「種」となった。
一般に教育学部などの大学の学部に設置される教職課程、文部科学大臣が指定する教員養成機関（専門学校を含む）などで必要な教育を受けることで、都道府県の教育委員会から授与される代表的な免許状である。また、教職員支援機構（2017年までは文部科学省やその委嘱を受けた大学）が実施する教員資格認定試験に合格するか、都道府県の教育委員会が実施する教育職員検定に合格することでも授与を受けることができる。栄養教諭一種免許状や栄養教諭二種免許状の取得には、栄養士免許証または管理栄養士免許証が必要である。栄養教諭専修免許状の取得には、管理栄養士免許証が必要である。栄養士免許証または管理栄養士免許証を所持していない者が、栄養教諭の普通免許状のみを単独で取得することはできない。
管理職になるためには、昭和時代まで授与されていた一級免許状相当の免許状を有し5年以上教育に関する職に就くか、教員免許状の種類・有無に関わらず10年以上教育に関する職に就くことが必要とされる（詳細は後述）。

#### 専修免許状
修士の学位を有することを基礎資格とする（教育職員免許法第5条第1項「別表第1」適用時）。一種免許状の要件に加え（ないしは、すでに授与された一種免許状を基礎免許状とした上で）、大学院で教科又は教職に関する科目などの単位を24単位以上取得する必要がある。
また、教諭が採用から一定年数の勤務期間を経て、大学院に在籍し取得することが出来る。採用から一定年数の勤務期間を経た教諭が現職のままで専修免許状を取得したい場合（「別表第3」適用時）は、放送大学大学院等、大学院での通信教育や大学院の科目等履修生となり、長期休業中、夜間、土曜日、日曜日の講義で単位を取得し、教育職員検定を得て取得する方法がある（この場合は、15単位以上となる）。高等学校（中等教育学校を含む）の場合、以前は管理職になるためには専修免許状が必要であったため、この方法で専修免許状を取得する者も多い。
かつて授与されていた、高等学校1級の普通免許状相当とされる。このためか、高等学校の免許状の（変更を含む）授与申請にあたり、施行規則第十条の六第1項の規定の対象外となるため、いきなり専修免許状で申請する場合は段階を踏むか、2000年度以降の科目の単位で一種相当分からすべてそろえる必要があるなどの制約がある。このため、別表3ないし4で専修免許状の授与を受ける場合ないしは別表4ないし8の一種免許状を別表1にて変更・申請する場合などは手続きがやや複雑になる。
なお、特別支援学校教員の自立教科と自立活動に関する普通免許状には、専修免許状はない。

#### 一種免許状
学士の学位を有することを基礎資格とする。一般的に教科に関する科目と教職に関する科目などの単位をそれぞれ一定数以上取得する必要がある。
また、高等学校（情報のみ）・特別支援学校（自立活動教諭のみ）の場合、教員資格認定試験に合格すると、この種別の免許状を受けることが出来る。
一般的に「教員免許」と言えば、この種別を指すことが多い。
かつて授与されていた、高等学校の2級普通免許状ないしは、幼稚園・小学校・中学校・特殊教育諸学校（養護学校、盲学校、聾学校）および養護教諭のそれぞれ1級の普通免許状相当とされる。
なお、特別支援学校教員の自立活動に関する普通免許状は、1種のみである。

#### 二種免許状
| 種類     | 大学別            | 幼稚園 小・中学校 | 高等学校 |
| -------- | ----------------- | ----------------- | -------- |
| 専修免許 | 大学院修了相当    | ◯                 | ◯        |
| 1種免許  | 4年制大学卒業相当 | ◯                 | ◯        |
| 2種免許  | 短期大学卒業相当  | ◯                 | ✕        |

学士、短期大学士（みなしを含む）、専門士の学位のいずれかを有することを基礎資格とする。本来は、学士の学位は一種免許状の基礎資格となるが、大学の課程認定（一種ではなく、二種免許状で課程認定されている場合など、そもそも一種免許状がとること自体が、元の大学を卒業後に他大学で移行のための単位を修得しなければ、そのままでは不可能なケース等）の関係や必履修単位の習得状況等（都道府県に履修指導や課程認定大学の方針により、一種免許状の課程認定を受けていても、一部の科目の必履修科目をすべて履修せずに、さしあたって二種の要件となる単位数までは充足できるケースでの授与申請が可能な場合を指す）により、学士の学位を有する場合でも2種免許状で授与される場合もある。
その為、文科省の中央教育審議会は2種免許の教職課程を4年制大学にも認めるよう答申をし、課程認定基準などを改正し2025年度に開設する方針。希望する大学から申請を受け付ける形で、これまで大学では、教育学部以外の学生が教職に関心を持ちながら、両立が難しいことを背景に、教員免許取得を断念する場合があった。2種免許の教職課程を大学に導入することで取得できる体制を整え学生の負担を減らし断念せずに目指せる環境へ変えることで、福祉・心理・語学力・STEAM教育・グローバル感覚・障害児発達支援などで専門に学ぶ学部の学生にも教員免許を取得しやすくする狙いがある。
高等専門学校で授与された準学士の称号は不可である。一般的に教科に関する科目と教職に関する科目の単位などをそれぞれ一定数以上取得する必要がある。高等学校の免許状にはない区分である。
また、幼稚園・小学校の場合、教員資格認定試験に合格すると、この種別の免許状を受けることが出来る。
この種別の免許状を受けて採用されている場合、将来一種免許状に移行することを奨励される場合が多い。教育職員免許法第9条の5には、二種免許状のみを有する現職教員に対して、一種免許状に移行するように努める義務を課している（一般的には、職務経験を積ませて別表第3で申請するケースと一種の免許状には不足とされる単位を各都道府県教育庁から履修指導を受けたうえで、大学通信教育で必要単位を修得し、別表1で申請・変更させるケースとがある。修得が必要な単位は多くなるものの、授与されるまでの期間としては、勤務歴が問われない後者の方法が早く授与される）。
かつて授与されていた、幼稚園・小学校・中学校・特殊教育諸学校（養護学校、盲学校、聾学校）および養護教諭のそれぞれの2級の普通免許状相当とされる。高等学校の免許状に二種がないのはこの為とされる（そもそも、短期大学では高等学校二級免許状の課程認定自体がされていなかった）。
なお、特別支援学校教員の自立活動に関する普通免許状には、専修免許状はおろか、二種の免許状はない。

### 特別免許状
特別免許状は、各都道府県内のみで効力を有する。法改正により、2022年7月1日以降はこれまで付されていた10年の有効期間がなくなった。担当する教科に関する専門的な知識経験又は技能を有し、社会的信望等を持つ社会人経験者等で、雇用者（採用する学校法人等）の推薦を受けた者に対し、教育職員検定を行い合格すると授与される（免許法第5条4項）。なお、幼稚園教諭、養護教諭および栄養教諭には特別免許状はない。

### 臨時免許状
臨時免許状は、各都道府県内のみで効力を有する。原則として3年間の有効期間が設けられている免許状である。ただし暫定処置として、条件的に都道府県の教育委員会規則で、その有効期間が6年間とされることもある。臨時免許状は、普通免許状を有する者を採用することができない場合に限って実施される都道府県の教育委員会の教育職員検定に合格すると授与される（施行規則「5条第6項」）。なお、栄養教諭には臨時免許状はない。

### 特例特別免許状（構造改革特別区域の市町村のみ）
特例特別免許状は、（特例）特別免許状授与事業を実施する構造改革特別区域の各市町村内のみで効力を有し、有効期間は10年である（経過日の属する年度の末日）。
この免許状の授与の対象となるのは、学校設置会社（株式会社）が当該学校の教員に雇用しようとする場合、学校設置非営利法人（特定非営利活動法人）が当該学校の教員に雇用しようとする場合、市町村がその給料または報酬等を自己負担して当該市町村の教育委員会が教員に任命しようとする場合である。
担当する教科に関する専門的な知識経験又は技能を有する社会的信望等を持つ社会人経験者等が、市町村（〔特例〕特別免許状授与事業を実施する構造改革特別区域の各市町村）の教育委員会が実施する教育職員検定に合格すると、市町村の教育委員会から授与される（構造改革特別区域法 第19条）。
| 種類           | 区分 | 主な基礎資格      | 効力     | 有効期間       | 職階           | 備考                     |
| -------------- | ---- | ----------------- | -------- | -------------- | -------------- | ------------------------ |
| 普通免許状     | 専修 | 修士              | 全国     | なし           | 教諭           |                          |
| 普通免許状     | 一種 | 学士              | 全国     | なし           | 教諭           |                          |
| 普通免許状     | 二種 | 短期大学士 専門士 | 全国     | なし           | 教諭           |                          |
| 特別免許状     | －   | －                | 都道府県 | なし           | 教諭           | 推薦、専門知識等条件多い |
| 臨時免許状     | －   | －                | 都道府県 | 3年（特例6年） | 助教諭         | 採用条件あり             |
| （免許状なし） | －   | －                | －       | －             | 特別非常勤講師 | 授与権者への届け出のみ   |

## 教科・分野ごとの授与
中学校と高等学校の免許状、小学校の特別免許状、特別支援学校の自立活動等に係わる免許状は、教科や分野毎に授与される。
特別支援学校の免許状は、児童・生徒の障害に応じた5つの教育領域のうち、取得している領域を1枚の免許で授与される(このため、新教育領域追加の際は、追加申請の際に従来所有する免許状の原本の提出が求められ、領域追加後の免許状に差し替えの形で発行される。よって、領域追加申請は授与申請とはならず、有効期限のある既存免許状の有効期間延長や期限のない免許状保有者の更新講習期限の延長の理由として申請することなどはできない。これは、旧養護学校・盲学校・聾学校の免許状を保有しているものであっても、同様に扱われる)。
- 幼稚園（領域・分野ごとの授与は無し。そもそも幼稚園教育には教科等の概念が存在しない[4]）
- 小学校（教科・分野ごとの授与は特別免許状のみ）
  - 国語、社会、算数、理科、生活、音楽、図画工作、家庭、体育、宗教など
- 中学校
  - 国語、社会、数学、理科、音楽、美術、保健体育、保健、技術、家庭、職業、職業指導、職業実習、外国語（英語、フランス語、ドイツ語、中国語、朝鮮語などに区分）、宗教（仏教、基督教などに区分）など
- 高等学校
  - 国語、地理歴史、公民、数学、理科、芸術（音楽、美術、工芸、書道などに区分）、保健体育、保健、看護、看護実習、家庭、家庭実習、情報、情報実習、農業、農業実習、工業、工業実習、商業、商業実習、水産、水産実習、福祉、福祉実習、商船、商船実習、職業指導、外国語（英語、フランス語、ドイツ語、中国語、朝鮮語などに区分）、宗教、柔道（保健体育の一部領域）、剣道（保健体育の一部領域）、情報技術（工業の一部領域）、建築（工業の一部領域）、インテリア（工業の一部領域）、デザイン（工業の一部領域）、情報処理（商業の一部領域）、計算実務（商業の一部領域）など
- 特別支援学校
  - 聴覚障害者に関する教育、視覚障害者に関する教育、知的障害者に関する教育、肢体不自由者に関する教育、病弱者(身体虚弱者を含む)に関する教育、の5教育領域
- 視覚障害者に関する領域を定めた特別支援学校
  - 各部共通: 自立活動（視覚障害教育）
  - 高等部のみ: 理療（按摩マッサージ指圧、はり及び灸を含む）、理学療法、音楽
- 聴覚障害者に関する領域を定めた特別支援学校
  - 各部共通: 自立活動（聴覚障害教育）
  - 高等部のみ: 理容、特殊技芸（美術、工芸、被服に区分）
- 知的障害者、肢体不自由者及び病弱者に関する領域を定めた特別支援学校
  - 各部共通: 自立活動（肢体不自由教育、言語障害教育に区分）

## 免許状番号
免許状番号は、授与する各都道府県毎に設定され、平成2年度（1990年度）以降の免許状番号については概ね次のような法則となる。
- 授与年度→校種→区分→通し番号
  - 例)平成6年度（1994年度）に養護学校教諭一種免許状が授与された場合→平六養学一第＊＊＊号。
  - 例)平成14年度（2002年度）に高等学校教諭一種免許状(教科は問わない)が授与された場合→平十四高一第＊＊＊号。
  - 例)平成22年度（2010年度）に特別支援学校教諭二種免許状(含まれる教育領域内容や領域数は問わない)が授与された場合→平二二特支二第＊＊＊号。
  - 例)平成25年度（2013年度）に中学校教諭専修免許状(教科は問わない)が授与された場合→平二五中専第＊＊号。
  - 例)令和2年度（2020年度）に特別支援学校教諭一種免許状(含まれる教育領域内容や領域数は問わない)が授与された場合→令二特支一第＊＊＊号。

校種の略号は次の通り
- 幼稚園→幼
- 小学校→小
- 中学校→中
- 高等学校→高
- 特別支援学校→特支
- 養護教諭→養教
- 栄養教諭→栄

かつて授与されていた、特殊教育諸学校免許状の略号は次の通り
- 盲学校→盲
- 聾学校→聾
- 養護学校→養学

区分の略号については次の通り
- 専修→専
- 一種→一
- 二種→二
- 臨時→臨
- 特別→特

なお、特別支援学校の免許状に領域追加を行った場合は、授与には当たらず、元の免許状と差し替えで追加の事実を記載した免許状が発行されるため、免許状番号は差し替え前の番号そのままとなる(授与日も、追加前の免許状と同じ日のままとなる)。旧特殊教育諸学校の免許状に領域追加を行う場合も同様に対処される。なお、元々の領域の項目に追加分は差替免許状には表示されない（後ろ部分の領域追加の部分に事実が記載される）ため、教育職員免許状更新講習の修了確認・延長証明書などには、追加の領域は表示されない。

## 教員免許状制度に関する事項

### 教職課程における履修科目など
大学などの教員養成機関で普通免許状に必要な単位を取得するために、教職課程が設置される。平成30年度以前の大学入学者については、「教職に関する科目」、「教科に関する科目」、「養護に関する科目」、「栄養に係わる教育に関する科目」、「特別支援教育に関する科目」、「大学が加える教職に関する科目に準ずる科目」、「教育職員免許法施行規則第66条の6に定める科目」が開講され、授与を受ける免許状によって履修する科目が異なる（平成31年度以降入学者は、科目区分が変更された）。
詳しくは教職課程を参照のこと。

## 免許状の授与申請
免許状の授与申請は、授与権者としての事務を取り扱っている都道府県の教育委員会（実務は教育庁・教育委員会事務局が行う）へ行う。普通免許状については、原則として全国どの都道府県教育委員会に申請しても授与されることとなっている（一部の教育委員会では、地元在住者の受付を行うような公告や説明をしている場合もあるが法的な根拠は無い）。
具体的な申請書の様式については教育委員会規則などにより定められているので、あらかじめ申請したい各都道府県の教育庁から取り寄せる必要がある（ホームページからダウンロードできる教育委員会もある。#外部リンクを参照）。
例えば免許法「別表第一」による普通免許状の授与申請では、
- 教育委員会が定める申請書[注 13]
- 基礎資格、課程修了（単位修得）の証明書（卒業証明書（修了証明書）、学力に関する証明書）…単位を修得した大学と卒業大学（修了した大学院）が同一の場合は、卒業証明書（修了証明書）は不要な都道府県もある。
- 介護等の体験の証明書（小学校、中学校の場合。ただし、すでに当該校種の免許状を授与されている者や平成9年度以前に大学に入学している者の場合は不要）
- その他教育委員会が必要と定めるもの（返信用封筒等）
- 都道府県により、基礎免許状が必要な場合

ほか、例えば免許法「別表第四」による、教育職員検定を利用した普通免許状（既存の免許状と同一校種で他教科の免許状を申請）の授与申請では、
- 基礎資格証明書[注 14]（卒業証明書。ただし、都道府県により卒業証明書中に卒業年月日の記載がない場合は、別途、卒業年月日までの記載がなされた在籍期間証明書の添付を要する場合がある[注 15]）
- 教育委員会が定める申請書[注 13]
- 学力に関する証明書
- 人物・身体に関する証明書（指定の様式）
- 履歴書（指定の様式）
- 出願要件調書（要しない都道府県もある）
- その他教育委員会が必要と定めるもの（返信用封筒等）
- 基礎免許状の写し

別表第4については、学校種別を含めた教員経験有無は問われないので、他の教育職員検定を用いる授与申請とは異なり、「実務に関する証明書」は使用しない（使用する根拠を持たない）。

### 免許状への新教育領域の追加申請
なお、特別支援学校教諭の免許状をすでに授与されているものが、施行規則5条2第3項の規定により、「新教育領域の追加」の申請を行う場合は、教育職員検定の利用の有無を問わず、「授与申請」とはならない。また、従来の免許状と差替えの形をとるほか、このケースでの免許状の有効期限延長はなされない。また、このケースでは、既存の免許状の授与権者に対してでなければ申請はできない。
なお、領域追加については、上記の通り、教育職員検定によるものとよらないものとが存在するが、前者は放送大学の単位や現職教員向け講習受講（教育職員免許法認定講習の受講等を指す）等により追加できるものであり（複数の機関での単位流用が可能）、後者は課程認定大学にて必要科目の単位をそろえて修得することにより行う。

## 教育職員免許状に付随して取得できる資格
- 児童指導員任用資格 - 免許状取得により一応において任用資格は発生するものの、児童指導員として採用されてはじめて、任用資格及びその専門性を認められるものである。
- 児童の遊びを指導する者任用資格（児童厚生員から名称変更） - 同上。ただし、2015年度以降に放課後児童クラブの指導員（放課後児童支援員）に就く場合は、任用資格に加えて、別に都道府県が実施する放課後児童支援員認定資格研修の修了が要件とされている（なお、教育職員免許状を有する者が該当する第四号の要件で受講申請をした場合は、指定の16科目中、厚生労働省令で規定の2科目が免除とされる）。
- 衛生管理者任用資格-中学校教諭若しくは高等学校教諭(保健体育、保健)若しくは養護教諭の免許を有し学校に常勤する場合。(衛生管理者免許を無試験で取得できるわけではない)[6]

特定の単位取得の後に免許状を取得した場合、同時に発生する資格
- 社会福祉主事任用資格 - 免許状にもれなく付随するわけではない。但し、大学の教職課程を経て免許状を取得した者であって教育学や心理学等、同任用資格の定める単位を取得し卒業することで発生する資格である。

教育職員免許状、一定の職務への従事により発生する資格
- 児童自立支援専門員 - 免許状取得後、一年以上、児童自立支援施設での勤務に従事することで取得できる。

## 関係法令
現在の教員免許状制度を定めている法令は、戦後の学制改革に合わせて作られた。代表的な法律は、「教育職員免許法」であり、「教育職員免許法施行法」とともに、1949年（昭和24年）に制定された。また、1997年（平成9年）には、「小学校及び中学校の教諭の普通免許状授与に係る教育職員免許法の特例等に関する法律」が制定されて、1998年4月以降に大学に入学した者が義務教育学校の普通免許状を取得する際に、介護等の体験が必要とされることになった。
詳しくは教育職員免許法を参照のこと。

## 初等中等教育を除く職における評価
従業者の能力向上・自己啓発のため資格取得が奨励され、資格の取得に対して資格手当が支給されることもあるが、「教育職員の免許状」（現在は「教員の免許状」のみが存在）については、資格手当が支給されない場合が多い。同じ教育関係職であっても、大学の教員、図書館の司書、博物館の学芸員、公民館の主事なども資格手当が支給されない場合がほとんどである。
日本においては、家庭教育、学校教育（それに類する専修学校における教育、各種学校における教育を含む）、学校教育以外の教育施設（省庁大学校（公共職業能力開発施設、文教研修施設を除く）、農業者研修教育施設など）、国・地方公共団体・一般社団法人・一般財団法人等による社会教育（図書館、博物館、公民館などにおける教育）、雇用者・自己による職業教育（企業内教育）などが分化しており、「教員の免許状」は、一定の学校種を対象とした教育に対する免許状であり、原則として免許状で定められた学校種において効力を有する。
雇用者が「評価を上げる事項とする」方針をとっている場合は、人物面の評価としてプラスの評価をする場合がある。
自治体で児童館等の施設で働く職員やスクールバスの運転手、ボランティアを募集する場合、教員免許や保育士の有資格者を掲げる場合がある。また、学童や幼児等の青少年の保安・監督が求められる現場の常駐警備の様な仕事では、地域の学校や保護者からの信用を得られやすいとして教員免許や保育士の有資格者の配置に期待される例もある。

## 教員免許更新制(廃止)
教員免許更新制は2022年7月に廃止された(以下は教員免許更新制施行時の内容)。
2006年7月11日、中央教育審議会は小坂憲次文部科学大臣（当時）に教員免許更新制の答申を提出した。これを受けて2007年6月に教育職員免許法が改正され、2009年4月より教育職員免許状の有効期限は10年とされることになり、更新には原則として教員免許更新が必要となった。
免許更新制は、2022年7月に廃止された。
また、高等教育機関である高等専門学校の教員は教育職員免許法に規定する教員ではないので、高等学校教員などの教員免許を受けていても、高等専門学校の教員としての職を失うことは基本的にない。そもそも、専門学校（専修学校の専門課程）を含む高等教育機関の教員は、教育職員免許法に規定する教員ではないので、高等教育機関の教員は、教員免許更新の対象外であり、免許更新ができなかった。

## 職業訓練指導員免許との関係
以下の条件に該当すれば、都道府県の実施する職業訓練指導員試験の合格者と同等以上の能力を有する者として、免許申請できる。
- 免許職種に関する学科を学校教育法に定める大学、大学院で以下の職種に書かれている試験科目の系基礎学科、専攻学科の単位を80%以上取得し卒業すること及び教育職員免許法に定める工業、工業実習、商業、商業実習、農業、農業実習、水産、水産実習、家庭、家庭実習の高等学校普通免許状のいずれかを有する者。

## 教育職員免許法施行前の日本の教員免許状
明治の始めには師範学校の卒業証書が教員免許状の役割を果たしたこともあったが、後に教員（代用教員を除く）の資格は教員免許状によることとなった。なお、教育職員免許法施行前の免許状は、法制度上も「教育職員免許状」ではなく、「教員免許状」である。
教員免許状は、師範学校などの教員養成機関の卒業者または教員検定に合格した者に与えられた。
教員免許状を有する者で禁錮以上の刑に処せられ、その他体面を汚辱する所為のあるときは文部大臣または府県知事は教員免許状を褫奪しなければならなかった。

### 教員検定
教員検定には、試験検定と無試験検定があった。
小学校教員の検定は小学校令施行規則に規定され、この他の学校教員のそれは通常は教員免許令によって、高等学校高等科教員は高等学校教員規程によって、いずれも学力、性行、身体について検定された。その効力は通常、終身かつ日本全国に有効であった。
小学校教員の免許状は府県知事が授与するが、その検定のために各府県に小学校教員検定委員会が設けられた。受験資格は、年齢は制限が無く、身体は強健かつ不具廃疾でなければよかった。試験はおおむね毎年1回は各府県で行なわれ、各府県の広報によって公示されていた。中等学校以上の教員検定は国の統制によって文部大臣の指揮の下に各科について行なわれ（中等教員検定試験（文検）、高等学校教員検定試験（高検）、実業学校教員検定試験（実検））、詳細は官報で公示された。

## 教育職員免許状の失効（現在）
現在、公立学校教員が懲戒免職処分を受けると、教育職員免許法の規定により、その所持する教員免許状も失効する(国私立学校教員の場合は免許状取り上げの処分をうける)。
文部科学省が教育委員会や学校法人等の教員採用権者に提供している「官報情報検索ツール」（官報に公告された教員免許状の失効情報を検索できるシステムとツール）により検索可能な情報の期間を、「直近3年間」から「直近40年間」に大幅に延長した。これにより、採用権者は教員の採用に当たり、対象者が過去40年間に懲戒免職処分等を受けたことの有無を同ツールで簡便に確認、開示できるようになり、より慎重な採用選考が可能となる。また、教員免許状の失効事由である懲戒免職処分等について、その具体的な理由の主な類型（児童生徒等に対するわいせつ行為等）が判別できるよう、省令（教育職員免許法施行規則）の改正を行い、令和3年4月に施行された。

## 検討されている免許状
幼保一元化の流れを受け、認定こども園の教員資格として、幼稚園教諭免許状と保育士資格の双方を有する状態にする動きある。
これにより、認定こども園の教員は、幼稚園教諭免許状と保育士資格の双方を要求する動きがあることも影響している。